# Bosc-le-Hard
Bosc-le-Hard è un comune francese di 1 493 abitanti situato nel dipartimento della Senna Marittima nella regione della Normandia.

## Società

### Evoluzione demografica
Abitanti censiti